# Luciano Salce
Luciano Salce, noto anche con lo pseudonimo di Pilantra (Roma, 25 settembre 1922 – Roma, 17 dicembre 1989), è stato un regista, attore, sceneggiatore, conduttore radiofonico e televisivo, commediografo e paroliere italiano.

## Biografia
Luciano Salce nacque a Roma il 25 settembre 1922 da un'agiata famiglia borghese, figlio di Mario Salce, nativo di Bergamo e di origini venete, e di Clara Sponza, originaria di Pesaro. Ancora in fasce, rimase orfano della madre, deceduta per una febbre puerperale, a soli 22 anni; il padre, al tempo ventiseienne, dovette dunque provvedere all'educazione di Luciano con l'ausilio della nonna paterna che, dopo la morte della nuora, si era trasferita da Torino a Roma.
All'età di dieci anni il padre lo iscrive al collegio di Mondragone (allora gestito dai Gesuiti), dove rimane fino al termine degli studi nel Liceo classico. In questo periodo è vittima di un incidente stradale avvenuto su un'autovettura guidata dal padre, per il quale a causa di un forte urto sul cruscotto in acciaio della vettura è costretto a subire una delicata operazione  di ricostruzione della mandibola, con l’innesto di una protesi in oro. Durante la permanenza in collegio Salce comincia a coltivare la passione per il teatro e a tredici anni si esibisce in un paio di spettacoli: nel primo come uno dei tanti partecipanti, nel secondo come protagonista. Nel frattempo il padre Mario si risposa e nel 1936 nasce Guido. Nel 1940 si iscrive all'università per volere del genitore e la facoltà consigliata è quella di giurisprudenza; refrattario a questo tipo di istruzione, abbandona gli studi a quattro esami dalla laurea.
Due anni dopo, nel 1942, si iscrive all'Accademia nazionale d'arte drammatica e ha modo di fare la conoscenza di alcuni dei suoi futuri colleghi, tra cui Vittorio Gassman, Luciano Lucignani, Luigi Squarzina, Carlo Mazzarella, Tino Buazzelli, Nino Manfredi, Vittorio Caprioli, Mario Landi, Nino Dal Fabbro, Emilio Serrao. Durante gli studi scrive uno spettacolo in atto unico, Racconto per un funerale, che viene poi rappresentato a Messina. Il 17 febbraio 1943 Salce è richiamato al servizio militare e con lui è presente anche Vittorio Gassman, che allora era un allievo alla Scuola Ufficiali di Forlì; l'8 settembre dello stesso anno, il giorno dell'armistizio, viene fatto prigioniero dai tedeschi e viene deportato presso il campo di lavoro Stalag VII-A  nei pressi di Moosburg per prigionieri di guerra, dove rimarrà per due anni, sino al termine del conflitto.
I due anni di prigionia in Germania sono terrificanti. Segneranno per sempre la sua vita (anche artistica) e la sua fisionomia: i tedeschi gli estrarranno l’oro della protesi mascellare dalla bocca. Il fatto gli procurerà gravi problemi di assunzione del cibo nell’immediato, e la deformazione definitiva del profilo. In Germania tenterà la fuga nel luglio del 1944 con un compagno di prigionia ma, arrivato in Austria, ad Innsbruck, verrà tradito da alcuni connazionali, ripreso e condotto prima in un campo di lavoro a Jenbach e quindi nello Stalag XVIII-C di Markt Pongau, vicino a Salisburgo, dove sarà internato insieme ai prigionieri comuni russi.
Saranno settimane di stenti e tribolazioni che condurranno Salce ad un rapido deperimento fisico: sarà salvato al ritorno a Moosburg dai suoi compagni di prigionia italiani, che lo nutriranno con del burro acquistato in seguito ad una colletta. Salce verrà liberato dalla prigionia il 30 aprile 1945 e rientrerà nel Distretto Militare di Roma il 9 maggio. Nel suo diario, gli anni in Germania sono commentati con un laconico: «1943-1945: due anni difficili».

### Gli esordi artistici

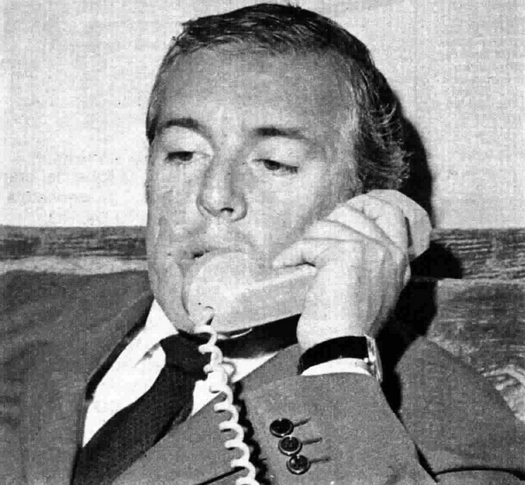
Luciano Salce sul set

Nel 1945 inizia la sua collaborazione con la sede radiofonica Rai di Roma dove, oltre a scrivere copioni per programmi di varietà, partecipa anche come attore. Nel 1946 esordisce al cinema, interpretando il ruolo di un ufficiale americano in Un americano in vacanza, diretto da Luigi Zampa, e nello stesso anno termina il romanzo-diario L'educazione teatrale, scritto assieme a Vittorio Gassman. Questo libro vedrà la luce solo nel 2004, pubblicato da Gremese e curato da Giacomo Gambetti e Emanuele Salce, figlio di Luciano. Nel 1947 conclude gli studi all'accademia ottenendo il diploma di regista, e per l'occasione allestisce lo spettacolo Ballo dei ladri, tratto dall'autore Jean Anouilh; nel frattempo anche la rivista intellettuale ...E lui dice pubblica un articolo su di lui.
Una volta terminati gli studi si aggrega alla compagnia teatrale di Evi Maltagliati e Vittorio Gassman; tra i suoi colleghi di lavoro ci sono Luigi Squarzina e Guido Salvini. Parte con loro per alcuni spettacoli itineranti e la prima tappa è Praga; a causa della mancanza di mezzi furono gli stessi registi a occuparsi di tutto. Nel 1948 Salce continua a contribuire agli spettacoli itineranti anche in altre città; il tour dura circa quattro mesi e la compagnia di cui fa parte si esibisce a Palermo, Messina, Catania, Reggio Calabria, Bari, Lecce, Napoli, Firenze, Lucca, Bologna, Modena, Como, Bergamo, Lecco e Lugano con ultima tappa Milano, dopo di che si scioglie.
Nell'estate è assistente del collega Guido Salvini per gli spettacoli Cristo ha ucciso ed Edipo re, e con lui ripropone una compagnia teatrale autonoma. Parigi è una delle tappe da loro raggiunte, dove hanno modo di recitare con altri illustri colleghi: Alberto Bonucci, Vittorio Caprioli, Paolo Panelli e Tino Buazzelli. Lo spettacolo ha luogo al club "Tabou", loro indicato dal collega Marcello Pagliero. Una volta tornato in Italia lavora a fianco di Luchino Visconti, Giorgio Strehler, Vito Pandolfi e Orazio Costa. In questo periodo mette in scena spettacoli tratti da opere di Massimo Bontempelli e Molière.
Nel 1949, dopo essersi esibito in alcuni spettacoli al Teatro Arlecchino di Roma, parte nuovamente per Parigi con Vittorio Caprioli e Alberto Bonucci per esibirsi al cabaret "La Rose Rouge". Lo stesso Vittorio Caprioli sceglie il nome per il trio, "Il gruppo dei tre gobbi", in ricordo di un impresario che aveva avuto una discussione con i tre attori e che, per disprezzo, li aveva così soprannominati. Tra il 1950 e il 1951 la compagnia fa scalo a San Paolo in Brasile, dove i tre hanno modo di lavorare al fianco di Adolfo Celi. Salce e i colleghi decidono di rimanere nella città brasiliana allestendo vari spettacoli tratti da opere di Oscar Wilde, Tennessee Williams, Luigi Pirandello, Achille Campanile, Jean Anouilh.

Luciano Salce, Franca Valeri e Vittorio Caprioli nel 1957

Durante il soggiorno lavorativo in Sudamerica conosce Jole Bertolazzi, con la quale si fidanza. Sempre in Brasile, Salce dirige i suoi due primi film: Uma Pulga na Balança (1953) e Floradas na serra (1954), quest'ultimo tratto da un romanzo di Dinah Silveira de Queiroz, che, per lungo tempo, è sembrato definitivamente perduto. Nello stesso anno rientra nuovamente in Italia e continua i suoi spettacoli itineranti: in questo periodo Bonucci lascia la compagnia de "I tre gobbi" e al suo posto subentra Franca Valeri.
Con l'arrivo dell'attrice milanese il successo della compagnia è tale che i tre attori ottengono una rubrica settimanale alla radio, Chi li ha visti?. L'8 gennaio 1955 si sposa con Jole Bertolazzi a Venezia, e nello stesso anno riprende a recitare per il cinema, interpretando una piccola parte in Piccola posta di Steno. Rimane comunque più attivo negli spettacoli teatrali, soprattutto tra il 1956 e il 1957, portando in scena diversi spettacoli tra cui Sexophone e I tromboni, quest'ultimo interpretato da Vittorio Gassman. Insieme a Vittorio Caprioli e Franca Valeri scrive due testi, una commedia teatrale, L'arcisopolo, e una radiofonica, La zuccheriera.
Nel 1958 scrive il soggetto e la sceneggiatura di uno spettacolo teatrale, Don Jack, il primo da lui ideato, in cui ritrae una sorta di Don Giovanni in abiti moderni e d'ambientazione cinematografica, interpretato ancora una volta da Vittorio Gassman e rappresentato al Teatro Quirino di Roma nel marzo dello stesso anno. Il successo e l'ascesa di Luciano Salce arriva anche in televisione e a tal proposito, inizia a collaborare con la Rai. Per la televisione, scrive in qualità di autore televisivo insieme a Ettore Scola e Ruggero Maccari i testi per il programma in sette puntate Le canzoni di tutti, diretto da Mario Landi, e dirige la commedia L’orso e il pascià, un'opera di Eugène Scribe adattata da Achille Campanile; la commedia è interpretata da Monica Vitti, Alberto Bonucci e Mario Scaccia.
Nel 1959 scrive i testi per il secondo spettacolo ideato di proprio pugno dal titolo Il lieto fine, anche questo d'ambiente cinematografico e con finale amarissimo; viene messo in scena da Alberto Bonucci a Firenze l'ultimo giorno dell'anno. Nel frattempo Salce tenta anche la strada della regia lirica, allestendo Le trame deluse, tratto da un'opera di Domenico Cimarosa e trasmessa dalla Rai il 27 aprile del 1960.

Luciano Salce e Vittorio Caprioli negli studi RAI durante le prove de Il vostro principe azzurro, 1956

### Gli anni sessanta
In Italia l'esordio registico avviene nel 1960 con il film Le pillole di Ercole, tratto da un'opera di Maurice Hennequin e Paul Bilhaud; la pellicola venne interpretata da Nino Manfredi, Andreina Pagnani e Vittorio De Sica, e Salce nell'occasione conosce il direttore della fotografia Erico Menczer che gli sarà a fianco in diversi suoi film. Da questo momento in poi Salce si dedica totalmente al cinema e allenta i rapporti con il teatro, ma non quelli con la televisione e con la radio.
Il 1961 è l'anno in cui si fa notare dal pubblico cinematografico e dalla critica italiana con il film Il federale, scritto da Castellano e Pipolo. Il film diventa in poco tempo una svolta verso la commedia adulta da parte del protagonista Ugo Tognazzi e segna l'esordio come compositore di colonne sonore del maestro Ennio Morricone. Nel 1962 l'attività registica di Luciano Salce prosegue con i film La voglia matta e Le ore dell'amore, continuando la collaborazione con Ugo Tognazzi e Castellano e Pipolo. Con queste pellicole inizia a percorrere un filone incentrato su graffianti commedie di costume, che comprende anche La cuccagna, interpretato dagli esordienti Donatella Turri e Luigi Tenco.
Salce è sempre più preso dagli impegni sui set e anche per questo il matrimonio con la moglie Jole entra in crisi; nello stesso periodo conosce sul set de La voglia matta la giovane attrice Diletta D'Andrea, che diventerà la sua seconda moglie. Tra il 1964 e il 1965 appare spesso in televisione e inizia a diventare un volto noto a tutti gli italiani con la partecipazione al varietà Studio Uno del 1965, diretto da Antonello Falqui, scritto da Castellano e Pipolo e presentato da Mina. Nel programma è spalleggiato anche da Lelio Luttazzi, con il quale commenta con sarcasmo le notizie del giorno. Il 7 agosto 1966 nasce a Londra il figlio Emanuele Timothy, avuto da Diletta D'Andrea e nello stesso periodo torna a lavorare anche in teatro.
Salce mette in scena lo spettacolo Ti ho sposato per allegria di Natalia Ginzburg, con la quale collabora fattivamente anche nella stesura della commedia: i protagonisti sono Adriana Asti, Renzo Montagnani e Italia Marchesini. Nel 1967 la commedia teatrale di Salce viene portata sul grande schermo dallo stesso regista e interpretata da Monica Vitti anziché da Adriana Asti; il film viene accolto dalla critica tiepidamente, ma viene apprezzato il tentativo di misurarsi con un umorismo verbale e sofisticato fuori dai consueti canoni italiani. Dello stesso anno è anche una versione radiofonica, trasmessa a marzo da Radio 3. Prima di tornare al cinema mette in scena La segretaria, tratto ancora una volta da un testo di Natalia Ginzburg.
Tra il 1968 e il 1969 vengono distribuiti alcuni film diretti da Luciano Salce, tra cui due commedie politiche del tutto inconsuete per il cinema italiano: La pecora nera e Colpo di stato. In particolare quest'ultimo fu tolto dalla circolazione e mai più riapparso fino al 2004 a Venezia e al 2006 a Roma. Il successo arriva comunque con la pellicola Il prof. dott. Guido Tersilli primario della clinica Villa Celeste convenzionata con le mutue uscito a Natale, che tra l'altro è l'unico incontro cinematografico tra Salce e Alberto Sordi. Il 1969 è per Luciano Salce anche un momento di grave crisi personale: si rompe la relazione con Diletta D'Andrea, che lo lascia per Vittorio Gassman.
A partire dal 1969 Salce, spinto dalla notorietà televisiva e da un divertimento personale che non è mai venuto meno, aumenta il numero delle interpretazioni cinematografiche, cominciando ad apparire spesso nei film diretti da Vittorio Sindoni, ma anche di altri colleghi tra cui Luigi Zampa, Marco Vicario, Duccio Tessari, Flavio Mogherini, Luigi Filippo D'Amico. Tra le sue prove migliore d'attore si possono citare Homo Eroticus, Anche se volessi lavorare, che faccio?, La signora è stata violentata!, Amore mio non farmi male, Son tornate a fiorire le rose, Oh dolci baci e languide carezze.

### Gli anni settanta

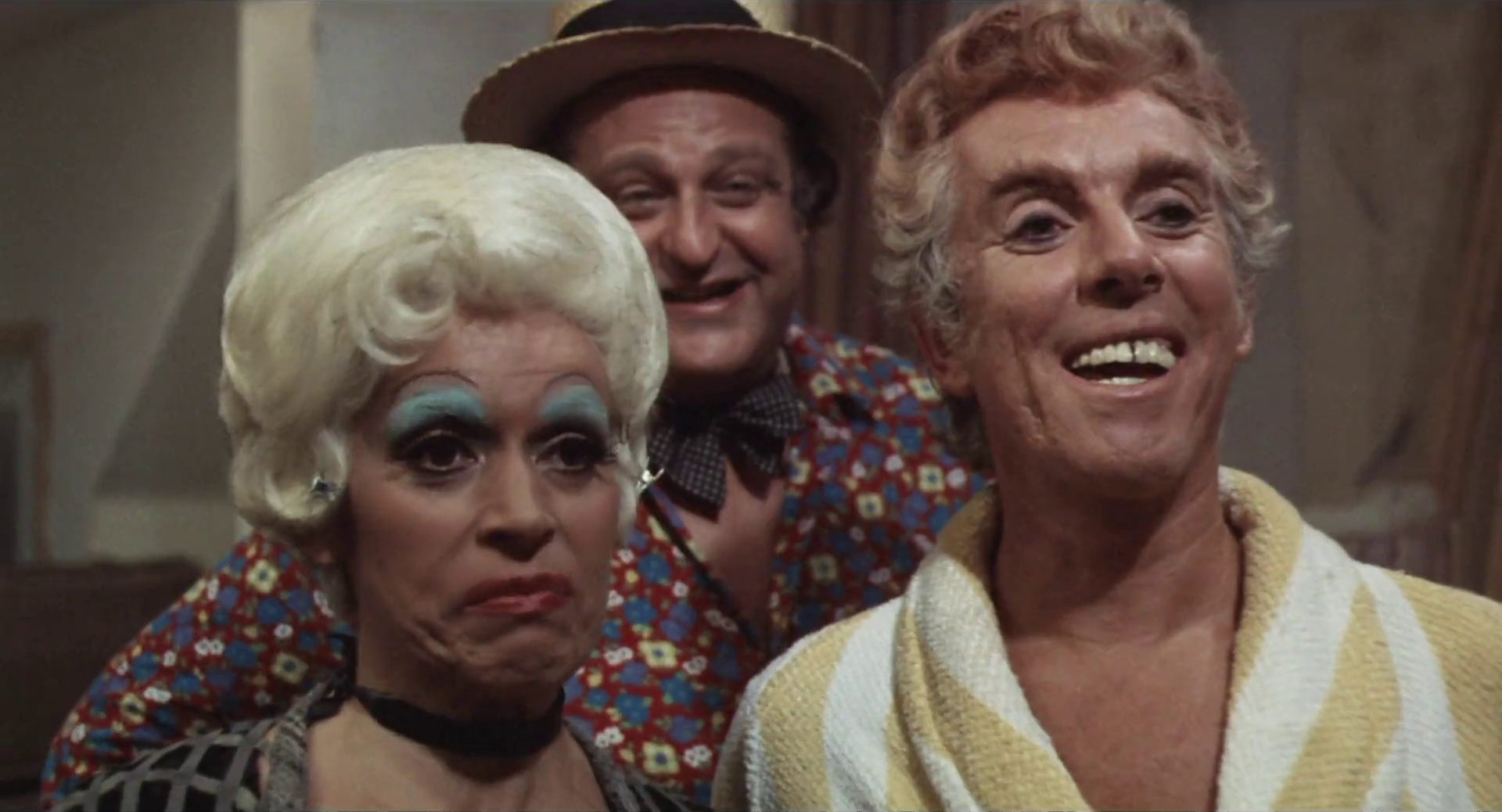
Luciano Salce con Franca Valeri nel film Basta guardarla (1970), diretto dallo stesso Salce

Nel 1970 muore Mario, suo padre. Il regista nonostante la perdita del genitore e la separazione dalla seconda moglie continua ad apparire in TV, presentando il programma Senza rete. Il successo di Salce si ripete anche in radio, dove conduce i programmi Formula Uno (1970-1972), I malalingua (1972-1974) e Kitsch (1975-1976). I film da lui girati nei primi anni settanta sono di minore successo, anche se diretti con grande passione; tra questi si possono citare Basta guardarla (1970) e Alla mia cara mamma nel giorno del suo compleanno (1974), dove incontra per la prima volta Paolo Villaggio.
Il 1975 è l'anno di due successi cinematografici per Luciano Salce: il primo è il film Fantozzi, tratto dalle avventure di Fantozzi, un libro scritto da Paolo Villaggio e interpretato dallo stesso attore genovese; inoltre la pellicola è la più vista tra quelle italiane nella stagione 1974-1975. Sempre nello stesso anno, sostituisce Dino Risi sul set de L'anatra all'arancia e coglierà il secondo successo al botteghino. Nel 1976, sulla scia del successo ottenuto col precedente film, Luciano Salce gira Il secondo tragico Fantozzi e in poco tempo raggiunge picchi di comicità grottesca inarrivabile. Sempre nello stesso anno interpreta il personaggio del barone svanito di Perdutamente tuo... mi firmo Macaluso Carmelo fu Giuseppe, per la regia di Vittorio Sindoni, col quale coglie ancora un ottimo successo come attore.

Luciano Salce nel film Il domestico (1974)

Tra il 1977 e il 1978, Luciano Salce continua la collaborazione con Paolo Villaggio: i due lavorano assieme per la realizzazione dei film Il... Belpaese e Professor Kranz tedesco di Germania (per la quale torna a girare in Brasile insieme all'amico Adolfo Celi), nonché per quella dell'episodio "Sì Buana" inserito nella pellicola Dove vai in vacanza?. Come attore, Luciano Salce in quel periodo continua la collaborazione anche con Vittorio Sindoni per la P.A.C. con lo pseudonimo di Marco Aleandri; inoltre è impegnato anche alla radio: dal 1979 presenta la trasmissione radiofonica Black Out, scritta con Italo Terzoli, Enrico Vaime e Guido Sacerdote che conduce fino al 1985. Per quanto riguarda il teatro, Luciano Salce mette in scena uno spettacolo dal titolo La conversazione continuamente interrotta, tratto da un'opera di Ennio Flaiano e interpretato da Giorgio Albertazzi; la rappresentazione venne allestita al Teatro Argentina di Roma.
Nel 1979 conduce su Rai 2 il programma Buonasera con..., del quale presenta venti puntate tra gennaio e febbraio. A partire dallo stesso anno, per due stagioni, sarà il sagace e raffinato padrone di casa nella trasmissione Ieri e oggi. Nel 1980 scrive insieme a Ernesto Gastaldi il soggetto e la sceneggiatura per il film Mi faccio la barca, interpretato da Johnny Dorelli e Laura Antonelli. La pellicola è tratta da un romanzo dello stesso Gastaldi intitolato I quaranta belanti; alla fine però la regia venne curata da Sergio Corbucci a causa di una discussione tra Salce e Dorelli.

### Gli anni ottanta e la morte

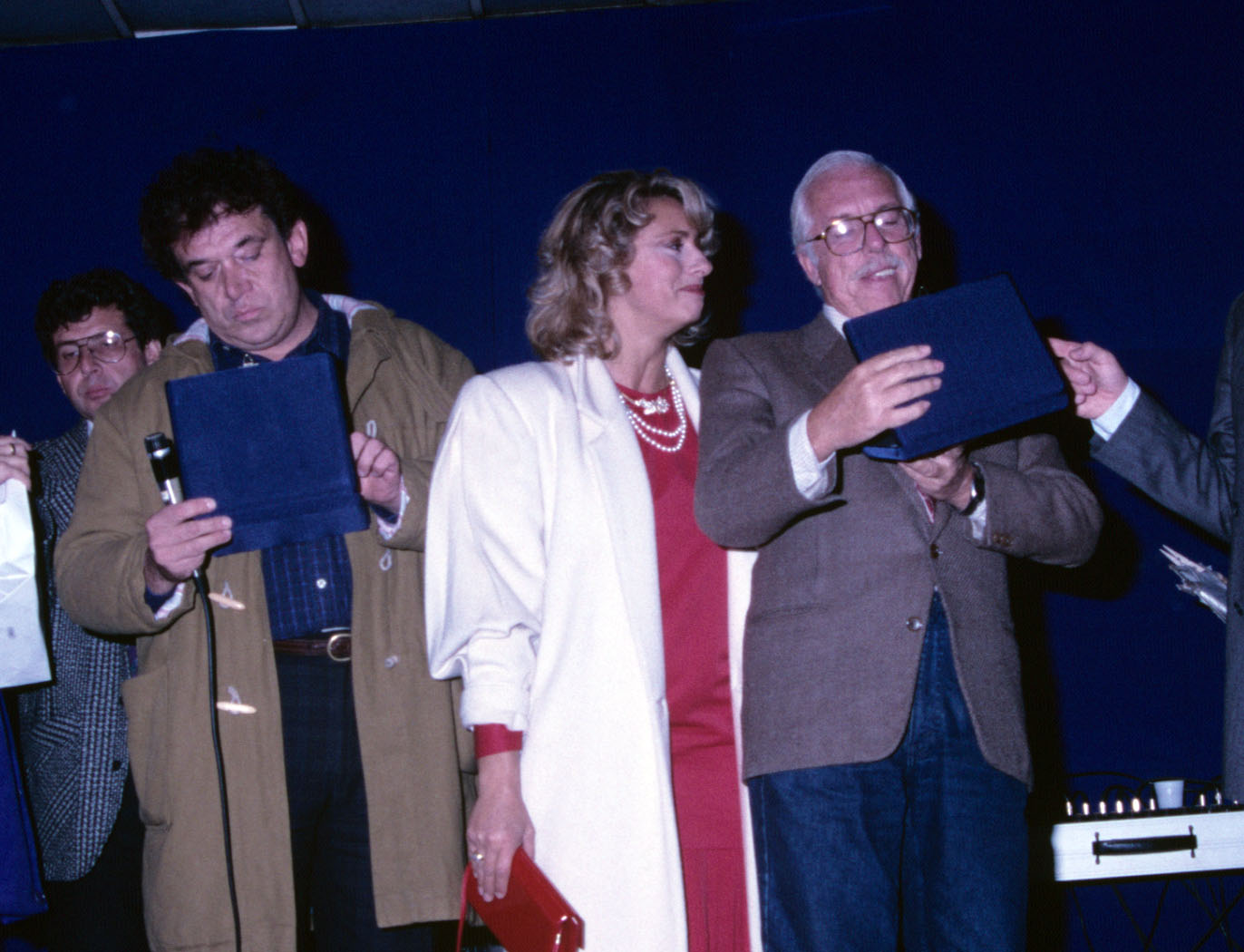
Luciano Salce con Orchidea De Santis e Gianni Cavina premiati a Roma nel 1983

Nel giugno del 1981 Luciano Salce pubblica una raccolta di racconti, dal titolo Cattivi soggetti; questo è il suo esordio ufficiale nella letteratura. Nel 1982 torna al successo cinematografico con Vieni avanti cretino, rendendo tributo alla comicità d'avanspettacolo, con Lino Banfi protagonista. Dall'aprile al giugno del 1983 conduce e dirige su Rete 4 il programma Gran varietà, tratto dall'omonima rivista radiofonica di Antonio Amurri e Dino Verde, assieme a Loretta Goggi e Paolo Panelli; è il primo contatto con la televisione privata. Il 27 agosto viene colpito da un ictus cerebrale a Salsomaggiore Terme mentre presiede la giuria di "Miss Italia"; viene ricoverato in coma e in prognosi riservata all'ospedale civile di Fidenza.
Questa degenza lo costringe ad abbandonare il progetto teatrale intitolato I ragazzi irresistibili, tratto da un'opera di Neil Simon, del quale avrebbe curato la regia e sarebbe stato interprete assieme a Vittorio Caprioli. Nel 1984 Luciano Salce si ristabilisce e torna alla regia cinematografica con il film Vediamoci chiaro; nello stesso periodo cura la regia per l'unico film televisivo da lui diretto, intitolato Gli innocenti vanno all'estero, tratto dall'omonimo racconto di Mark Twain. La Rai propose il lungometraggio nel gennaio del 1985.
Agli inizi del 1985 Salce torna al teatro, dirigendo al "Teatro la Scaletta" di Roma Augusto Zucchi in un monologo intitolato Politicanza, tratto da un'opera di Italo Moscati. L'ultima regia teatrale la firma nel dicembre dello stesso anno, mettendo in scena L'incidente, tratto da un'opera di Luigi Lunari, con Renzo Montagnani protagonista. Nel febbraio del 1986 veste i panni di Giovanni Pastrone nella commedia teatrale di Giancarlo Sepe intitolata C'era una volta l'Itala Film. La messa in scena avviene a Torino al Teatro Carignano; curiosamente Salce non appare in scena, ma nei filmati proiettati sul palcoscenico. Nello stesso anno, durante una crociera sul Pacifico, ha le prime avvisaglie della malattia che gli sarà fatale: un melanoma che lo costringe a un'operazione e a varie visite a Parigi.
Nel 1987, seppur debilitato nel fisico dalla malattia, torna sul set e gira il film Quelli del casco, interpretato, tra gli altri, da Paolo Panelli e Renzo Montagnani: sarà il suo ultimo film da regista. 
Nel 1989 le sue condizioni di salute si aggravano e una nuova operazione di ricostruzione del femore risulta del tutto inutile; il 17 dicembre muore nella sua abitazione a Roma per un attacco cardiaco all’età di 67 anni. I funerali si sono celebrati due giorni dopo nella Chiesa degli artisti a piazza del Popolo alla presenza di amici e colleghi del cinema e dello spettacolo; successivamente la salma è stata tumulata nel cimitero comunale di Feltre nella cappella di famiglia.

## Omaggi
- Nel ventennale della scomparsa il figlio Emanuele, insieme al critico Andrea Pergolari, gli ha dedicato il documentario L'uomo dalla bocca storta, presentato tra gli eventi speciali del Festival Internazionale del Film di Roma 2009, e la monografia Luciano Salce: Una vita spettacolare, edita dalla Edilazio di Roma e presentato, assieme a una mostra fotografica, alla VI Edizione dell'Agave di Cristallo di Lerici.

- Nel 2000 il comune di Roma gli ha dedicato una strada nel quartiere Vallerano.

## Filmografia

### Cinema

#### Attore
- Un americano in vacanza, regia di Luigi Zampa (1946)
- Ângela, regia di Tom Payne e Abilio Pereira de Almeida (1951)
- Terra è sempre Terra, regia di Tom Payne (1952)
- Floradas na serra, regia di Luciano Salce (1954)
- Piccola posta, regia di Steno (1955)
- Angela, regia di Edoardo Anton e Dennis O'Keefe (1955)
- Guardia, ladro e cameriera, regia di Steno (1958)
- Totò nella luna, regia di Steno (1958)
- Tipi da spiaggia, regia di Mario Mattoli (1959)
- I baccanali di Tiberio, regia di Giorgio Simonelli (1960)
- La ragazza di mille mesi, regia di Steno (1961)
- Il federale, regia di Luciano Salce (1961)
- Il carabiniere a cavallo, regia di Carlo Lizzani (1961)
- La voglia matta, regia di Luciano Salce (1962)
- La cuccagna , regia di Luciano Salce (1962)
- Il giorno più corto, regia di Sergio Corbucci (1963)
- Gli onorevoli, regia di Sergio Corbucci (1963)
- Le ore dell'amore, regia di Luciano Salce (1963)
- Oggi, domani, dopodomani - episodio L'ora di punta, regia di Eduardo De Filippo (1965)
- Le dolci signore, regia di Luigi Zampa (1967)
- Oh dolci baci e languide carezze, regia di Mino Guerrini (1969)
- Colpo di stato, regia di Luciano Salce (1969)
- Basta guardarla, regia di Luciano Salce (1970)
- Non commettere atti impuri, regia di Giulio Petroni (1971)
- Mazzabubù... Quante corna stanno quaggiù?, regia di Mariano Laurenti (1971)
- Homo Eroticus, regia di Marco Vicario (1971)
- Il prete sposato, regia di Marco Vicario (1971)
- Anche se volessi lavorare, che faccio?, regia di Flavio Mogherini (1972)
- Ettore lo fusto, regia di Enzo G. Castellari (1972)
- La signora è stata violentata!, regia di Vittorio Sindoni (1973)
- Bisturi - La mafia bianca, regia di Luigi Zampa (1973)
- Un uomo, una città, regia di Romolo Guerrieri (1974)
- Nipoti miei diletti, regia di Franco Rossetti (1974)
- Uomini duri, regia di Duccio Tessari (1974)
- Commissariato di notturna, regia di Guido Leoni (1974)
- Il domestico, regia di Luigi Filippo D'Amico (1974)
- Amore mio non farmi male, regia di Vittorio Sindoni (1974)
- Son tornate a fiorire le rose, regia di Vittorio Sindoni (1975)
- Di che segno sei?, regia di Sergio Corbucci (1975)
- Perdutamente tuo... mi firmo Macaluso Carmelo fu Giuseppe, regia di Vittorio Sindoni (1976)
- L'affittacamere, regia di Mariano Laurenti (1976)
- I prosseneti, regia di Brunello Rondi (1976)
- Ride bene... chi ride ultimo, episodi La visita di controllo, regia di Marco Aleandri e Sedotto e abbandonato, regia di Pino Caruso (1977)
- La presidentessa, regia di Luciano Salce (1977)
- Maschio latino... cercasi, regia di Giovanni Narzisi (1977)
- Tanto va la gatta al lardo..., regia di Marco Aleandri (1978)
- Ridendo e scherzando, regia di Marco Aleandri (1978)
- Voglia di donna, regia di Franco Bottari (1978)
- Belli e brutti ridono tutti, regia di Domenico Paolella (1979)
- Una moglie, due amici, quattro amanti, regia di Michele Massimo Tarantini (1980)
- Quelli del casco, regia di Luciano Salce (1987)

#### Regista
- Uma Pulga na Balança (1953)
- Floradas na serra (1954)
- Le pillole di Ercole (1960)
- Il federale (1961)
- La voglia matta (1962)
- La cuccagna (1962)
- Le ore dell'amore (1963)
- Le monachine (1963)
- Alta infedeltà - episodio La sospirosa (1964)
- Slalom (1965)
- El Greco (1965)
- Oggi, domani, dopodomani - episodio La moglie bionda (1965)
- Come imparai ad amare le donne (1966)
- Le fate - episodio Fata Sabina (1966)
- Ti ho sposato per allegria (1967)
- La pecora nera (1968)
- Colpo di stato (1968)
- Il prof. dott. Guido Tersilli primario della clinica Villa Celeste convenzionata con le mutue (1969)
- Basta guardarla (1970)
- Il provinciale (1971)
- Il sindacalista (1972)
- Io e lui (1973)
- Alla mia cara mamma nel giorno del suo compleanno (1974)
- Fantozzi (1975)
- L'anatra all'arancia (1975)
- Il secondo tragico Fantozzi (1976)
- La presidentessa (1977)
- Il... Belpaese (1977)
- Professor Kranz tedesco di Germania (1978)
- Dove vai in vacanza? - episodio Si buana (1978)
- Riavanti... Marsch! (1979)
- Rag. Arturo De Fanti, bancario precario (1980)
- Vieni avanti cretino (1982)
- Vediamoci chiaro (1984)
- Quelli del casco (1988)

## Varietà televisivi
- Arcisopolo, commedia in tre atti di F. Valeri, Salce e Caprioli, regia di L. Salce e Franco Enriquez, trasmessa maggio 1956.
- Le canzoni di tutti, di Maccari, Salce e Scola, regia di Mario Landi, trasmesso in 7 puntate dal 15 gennaio al 26 febbraio 1958.
- Studio Uno, es. trasmissione del 1 maggio 1965 con Lelio Luttazzi.

## Teatro

### Drammaturgo
- Racconto per un funerale – commedia in un atto, regia di Saverio Tontodonato, Teatro Savoia, Messina (1942)
- La fiera delle maschere – commedia dell'arte elaborata su motivi comici del XVII secolo, Festival della Gioventù, Praga (1947)
- L'arcisopolo – commedia in tre quadri, in collaborazione con Vittorio Caprioli e Franca Valeri, Teatro di via Vittoria, Roma (1955)
- Don Jack – atto unico, regia di Vittorio Gassman, Teatro Quirino, Roma (1958)
- Il lieto fine – commedia in due atti, regia di Alberto Bonucci, compagnia Masiero-Volonghi-Lionello, musica di Ennio Morricone, Teatro della Pergola, Firenze (1959)

### Regista
- Il miracolo di Sant'Antonio di Maurice Maeterlinck, Teatro Eliseo, Roma (1946)
- Il ballo dei ladri (Le bal des voleurs) di Jean Anouilh, Teatro Eliseo, Roma (1947)
- Anthony di Alexandre Dumas padre, Teatro Valle, Roma (1947)
- Un giovane frettoloso (Un jeune homme pressé) di Eugène Labiche, Teatro Valle, Roma (1947)
- George Dandin di Molière, Piccolo Teatro, Firenze (1949)
- L'innocenza di Camilla di Massimo Bontempelli, Teatro delle Arti, Roma (1949)
- I figli di Edoardo di Frederick Jackson, Robert Bottomley e Marc-Gilbert Sauvajon, Teatro Nuovo, Milano (1950)
- L'avaro di Molière, Teatro Ateneo, Roma (1950)
- A importancia de ser prudente di Oscar Wilde, Teatro Brasileiro de Comedia, San Paolo (1950)
- O anjo de pedra di Tennessee Williams, Teatro Brasileiro de Comedia, San Paolo (1950)
- Do mundo nada se leva (You can't take it whit you) di George S. Kaufman e Moss Hart, Teatro Brasileiro de Comedia, San Paolo (1950)
- O inventor de cavalo (L'inventore del cavallo) di Achille Campanile, Teatro das segundas feiras, San Paolo (1950)
- Convito ao baile (L'invitation au chateau) di Jean Anouilh, Teatro Brasileiro de Comedia, San Paolo (1951)
- A dama das camelias di Alexandre Dumas figlio, Teatro Municipal, San Paolo (1951)
- Inimigos intimos (Ami-ami) di Pierre Barillet e Jean-Pierre Grédy, Teatro Brasileiro de Comedia, San Paolo  (1952)
- Na terra como no ceu (Das Heilige Experiment) di Fritz Hochwälder, Teatro Brasileiro de Comedia, San Paolo (1953)
- O leito nupcial (The Fourposter) di Jan de Hartog, Teatro Brasileiro de Comedia, San Paolo (1954)
- La regina e gli insorti di Ugo Betti, Teatro Municipale, Piacenza (1955)
- Sexophone di Curzio Malaparte, Teatro Nuovo, Milano (1955)
- I tromboni di Federico Zardi, compagnia Vittorio Gassman, Teatro Mercadante, Napoli (1956)
- Uno scandalo per Lili di Giulio Scarnicci e Renzo Tarabusi, Teatro Nuovo, Milano (1957)
- Colombe di Jean Anouilh, Teatro delle Arti, Roma (1957)
- L'uovo (L'oeuf) di Félicien Marceau, compagnia Proclemer-Albertazzi, Teatro Odeon, Milano (1957)
- Una donna di casa di Vitaliano Brancati, compagnia Villi-Santuccio, Teatro Odeon, Milano (1958)
- La pappa reale (La bonne soupe) di Félicien Marceau, compagnia Pagnani-Masiero-Lionello, musica di Ennio Morricone, Teatro Morlacchi, Perugia (1958)
- Le trame deluse di Domenico Cimarosa, Teatro della Cometa, Roma (1959)
- Veronica e gli ospiti di Giuseppe Marotta e Belisario Randone, Teatro Mediterraneo, Napoli (1959)
- Ti ho sposato per allegria di Natalia Ginzburg, Teatro Gobetti, Torino (1966)
- L'uovo (L'oeuf) di Félicien Marceau, Teatro Eliseo, Roma (1966)
- La segretaria di Natalia Ginzburg, Teatro delle Muse, Roma (1967)
- La conversazione continuamente interrotta di Ennio Flaiano, Teatro Argentina, Roma (1977)
- La donna nell'armadio di Ennio Flaiano, Teatro Argentina, Roma (1977)
- Il vizietto (La cage aux folles) di Jean Poiret, Teatro Nuovo, Milano (1979)
- Politicanza di Italo Moscati, regia in collaborazione con Vittorio Caprioli e Adolfo Celi, Teatro la Scaletta, Roma (1985)
- L'incidente di Luigi Lunari, Teatro Nazionale, Milano (1985)

### Attore
- Il cappello a tre punte di Pedro de Alarcon, riduzione e regia di Mario Landi, saggio degli allievi dell'Accademia d'Arte Drammatica (1942)
- L'opera dello straccione (The Beggar's Opera) di John Gay, regia di Vito Pandolfi, saggio degli allievi dell'Accademia d'Arte Drammatica (1943)
- Ritorna Za-Bum di Mario Mattoli e Marcello Marchesi, regia di Mario Mattoli, Teatro Quirino, Roma (1943)
- I giorni della vita (The Time of Your Life) di William Saroyan regia di Adolfo Celi, Teatro di via Vittoria, Roma (17 luglio 1945)
- Musse di Jules Romains, regia di Luigi Squarzina, Teatro di via Vittoria, Roma (1945) – prima rappresentazione
- Sogno di una notte di mezza estate di William Shakespeare, regia di Guido Salvini, Teatro Quirino, Roma (1945)
- Piccoli borghesi di Maksim Gor'kij, regia di Alberto D'Aversa, Teatro Quirino, Roma (1946)
- La famiglia dell'antiquario di Carlo Goldoni, regia Orazio Costa, Teatro Quirino, Roma (1946)
- Seppellire i morti di Irwin Shaw, regia Luciano Lucignani, Teatro Eliseo, Roma (1946)
- I capricci di Marianna di Alfred de Musset, regia di Alfredo Zennaro, Teatro Eliseo, Roma (1946)
- Il ventaglio di Carlo Goldoni, regia Alfredo Zennaro, Teatro Quirino, Roma (1947)
- E lui dice – rivista in due tempi di Benecoste, Oreste Biancoli e Galeazzo Benti, in collaborazione con Steno, Vittorio Caprioli, Adolfo Celi, Luigi Squarzina, Luciano Salce, Nicola Manzari, Ennio Cogliati, Carlo Mazzarella, Viviani e Mangioni, regia di Adolfo Celi, Teatro Quattro Fontane, Roma (1947)
- L'uomo e il fucile di Sergio Sollima, regia Luigi Squarzina, Festival di Praga, estate (1947)
- Erano tutti miei figli (All my sons) di Arthur Miller, regia di Luigi Squarzina, Teatro Quirino, Roma (1947)
- Tre rosso dispari (Trois et une) di Denys Amiel, compagnia Maltagliati-Gassman, Teatro Valle, Roma (1947)
- Les mariés de la Tour Eiffel di Jean Cocteau, regia di Vito Pandolfi, Teatro della Pergola, Firenze (1948) – prima rappresentazione
- La notte del 16 gennaio di Ayn Rand, regia di Luigi Almirante, Teatro Quirino, Roma (1948) – prima rappresentazione
- Una bella domenica di settembre di Ugo Betti, regia di Turi Vasile, Teatro Quirino, Roma (1948)
- Il cane dell'ortolano (El perro del hortelano) di Lope de Vega, regia di Ottavio Spadaro, Teatro Quirino, Roma (1948)
- Sogno di una notte di mezza estate di William Shakespeare, regia di Alessandro Brissoni, Castello di San Giusto, Trieste (1948)
- Edipo re di Eschilo, regia di Guido Salvini, Teatro Olimpico, Vicenza (1948)
- Il corvo di Carlo Gozzi, regia di Giorgio Strehler, Teatro La Fenice, Venezia (1948)
- Cristo ha ucciso di Gian Paolo Callegari, regia di Guido Salvini, Teatro La Fenice, Venezia (1948)
- Rosalina o Come vi piace di William Shakespeare, regia di Luchino Visconti, Teatro Eliseo, Roma (1948)
- Peccato che fosse una sgualdrina di John Ford, regia di Luciano Lucignani, Ridotto del Teatro Comunale, Firenze (1949)
- La famiglia dell'antiquario di Carlo Goldoni, regia di Orazio Costa, Teatro delle Arti, Roma (1949)
- Medea di Euripide, regia di Guido Salvini, Teatro Olimpico, Vicenza (1949)
- Le allegre comari di Windsor di William Shakespeare, regia di Alessandro Fersen, Parco della Serra, Nervi (1949) – prima rappresentazione
- Giulio Cesare di William Shakespeare, regia di Guido Salvini, Teatro romano, Verona (1949)
- L'alba dell'ultima sera di Riccardo Bacchelli, regia di Alessandro Brissoni, Teatro La Fenice, Venezia (1949)
- La figlia obbediente di Carlo Goldoni, regia Gerardo Guerrieri, Festival del Teatro, Venezia (1949)
- C'era una volta l'Itala Film di Giancarlo Sepe, regia Giancarlo Sepe, Teatro Carignano, Torino (1986)

## Radio
- Diario di una ragazza delusa, piccola rivista di Luciano Salce e Vittorio Caprioli, regia di Franco Rossi (martedì 27 novembre 1945) – Secondo Programma Rai
- Chi li ha visti? (1956) – Rai
- Storia di Michele Pezza detto Frà Diavolo, regia di Anton Giulio Majano (1955) – Rai
- Sulle spiagge della luna di e con Franca Valeri, Luciano Salce, Vittorio Caprioli, musiche di Armando Trovajoli (1957) – Rai
- La zuccheriera (1957) – Rai
- Ti ho sposato per allegria (1967) – Rai
- Scusi, lei è sfavorevole o contrario? (1969) – Rai
- Formula Uno (1970-1972) – Rai
- I Malalingua, con Sergio Corbucci, Bice Valori e Lina Wertmüller (1972-1974) – Rai
- Special oggi: Catherine Spaak (1973) – Rai
- Special oggi: Monica Vitti (1975) – Rai
- Kitsch (1975-1977) –Rai
- Black Out (1978-1986) – Rai